# Миколаївська церква (Сопич)
Церква в ім'я Святителя та Чудотворця Миколая — це дерев'яний та мурований храми, що існували почергово у селі Сопич на Глухівщині, почергово з XVII століття. Мурований храм знаходиться зараз у стані реставрації.

## Історія
Вперше село Сопич як «пусте сільце» згадується після Деулінського перемир'я у 1619 році. У 1638 році це село згадується під час розмежування кордону Королівськими граничними суддями та московською комісією. Природньо, першою церквою в селі була дерев'яна. Не відомо коли вона була збудована. У травні 1759 року жителями села Сопич за ініціативи настоятеля Феодора Смирнітського було вирішено її розібрати через аварійний стан: просіла в землю, протікав дах, похилилися та могли впасти куполи. На той час, ніхто з жителів села не пам'ятав, коли було споруджено храм Святителя Миколая. Прихожани заздалегідь домовилися з майстрами та придбали матеріали для спорудження нового храму, а саме: дубові колоди на фундамент та стіни, дошки та гвіздки. Перед демонтажем старого храму, також провели інвентаризацію всього релігійного начиння та майна. Після розбирання аварійної церкви, вцілілий будівельний матеріал  перенесли до сухого приміщення, щоб використати для спорудження дзвіниці та огорожі цвинтаря. Неякісні матеріали згодом спалили в пічці під час приготування проскур.
Під час проведення опису Новгород-Сіверського намісництва в 1779–1781 роках говорилося про нову дерев'яну церкву, а поряд "...лавок промислових графських 8 і духовна одна".
Мурований храм побудовано у 1796 році. До церкви в пізніший час добудували дзвіницю висотою 56 метрів.
У 1889 році Чернігівська духовна консисторія розглядала справу про будівництво нової дерев’яної церкви Успіння Пресвятої Богородиці на цвинтарі села замість старої зі збереженням старої назви.

## Опис
Згідно інформації, що знаходиться у документі «Пропозиція митрополита Київського та Галицького Арсентія Могилевського від 3 липня 1759 року про ремонт церкви Святителя Миколая с. Сопич» 9 жовтня 1742 року проводився обмір дерев'яної церкви. Зокрема, іконостас престолу був 6 аршинів (4,27 м) у висоту та 4 (2,84 м) - у ширину висоту. На плані Глухівського повіту Новгород-Сіверського намісництва 1782 року, з фондів Центрального Державного історичного архіву, представлено умовне зображення церкви Святого Миколая в селі Сопич. 
Окрім Миколаївського храму на сільському цвинтарі Сопича знаходилася дерев’яна церква Успіння Пресвятої Богородиці.  